# Lamp in the Desert
Lamp in the Desert é um filme de drama mudo britânico de 1922, dirigido por Floyd Martin Thornton, estrelado por Gladys Jennings, Louis Willoughby e George K. Arthur. Foi adaptado de um romance de Ethel M. Dell.

## Elenco
- Gladys Jennings - Stella Denvers
- Louis Willoughby - Capitão Everard Monck
- George K. Arthur - Tony Denvers
- Joseph Tozer - Capitão Raleigh Dacres
- Teddy Arundell - Major Ralston
- Lewis Gilbert - Coronel Mansfield
- Tony Fraser - espiã Waziri
- Gladys Mason - Sra. Ralston